# Síndrome de Richieri-Costa Pereira
A Síndrome de Richieri-Costa-Pereira (SRCP - OMIM# 268305 ) é uma doença genética rara com padrão de herança autossômico recessivo. Essa síndrome é causada por mutações de perda de função em ambos os alelos do gene EIF4A3 . A SRCP é caracterizada clinicamente por alterações craniofaciais (microstomia, Sequência de Robin, fenda mandibular frequentemente associada à ausência de incisivos centrais inferiores), além de alterações nos membros superiores e inferiores. Existe alta variabilidade clínica da doença, podendo haver casos graves, moderados e leves na mesma família.

## Contexto Histórico

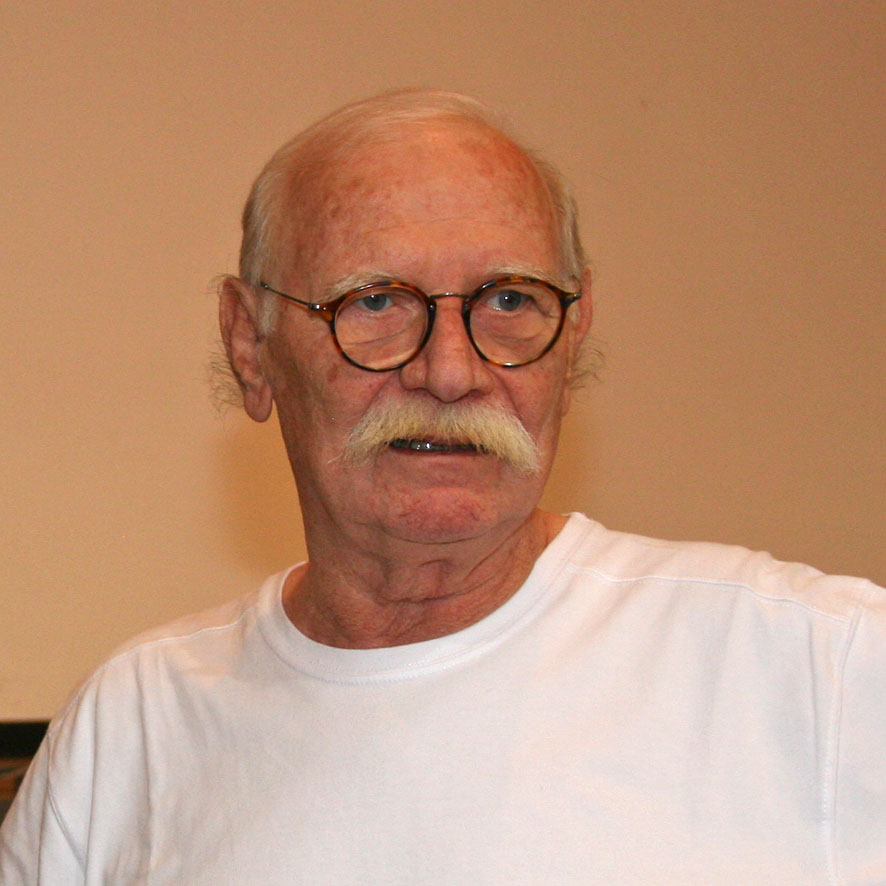
Figura 1: O médico geneticista e professor Antonio Richieri da Costa.

### Descrição da doença
A Síndrome de Richieri-Costa-Pereira foi descrita em 1992, pelo falecido professor Antônio Richieri-Costa (Figura 1) e equipe do Hospital de Reabilitação de Anomalias Craniofaciais (HRAC) da USP, no município de Bauru, Estado de São Paulo. também conhecido como “Centrinho de Bauru”. A doença foi descoberta no Vale do Paraíba e a maioria dos casos reportados na literatura são brasileiros, o que pode sugerir subnotificação de casos nos demais locais do planeta ou que a síndrome seja mais frequente no Brasil.
Já foram registrados casos da síndrome nas regiões Sul e Sudeste do Brasil e em um estudo recente foram também notificados casos no Nordeste do país. Essas observações sugerem que houve um ancestral comum na origem dos casos brasileiros. Provavelmente de ancestralidade portuguesa, esse efeito fundador pode explicar a distribuição dos casos observada hoje no país. Além disso, ondas migratórias que aconteceram através das bacias hidrográficas podem ter contribuído para a dispersão da mutação causativa da doença para outras regiões do Brasil.

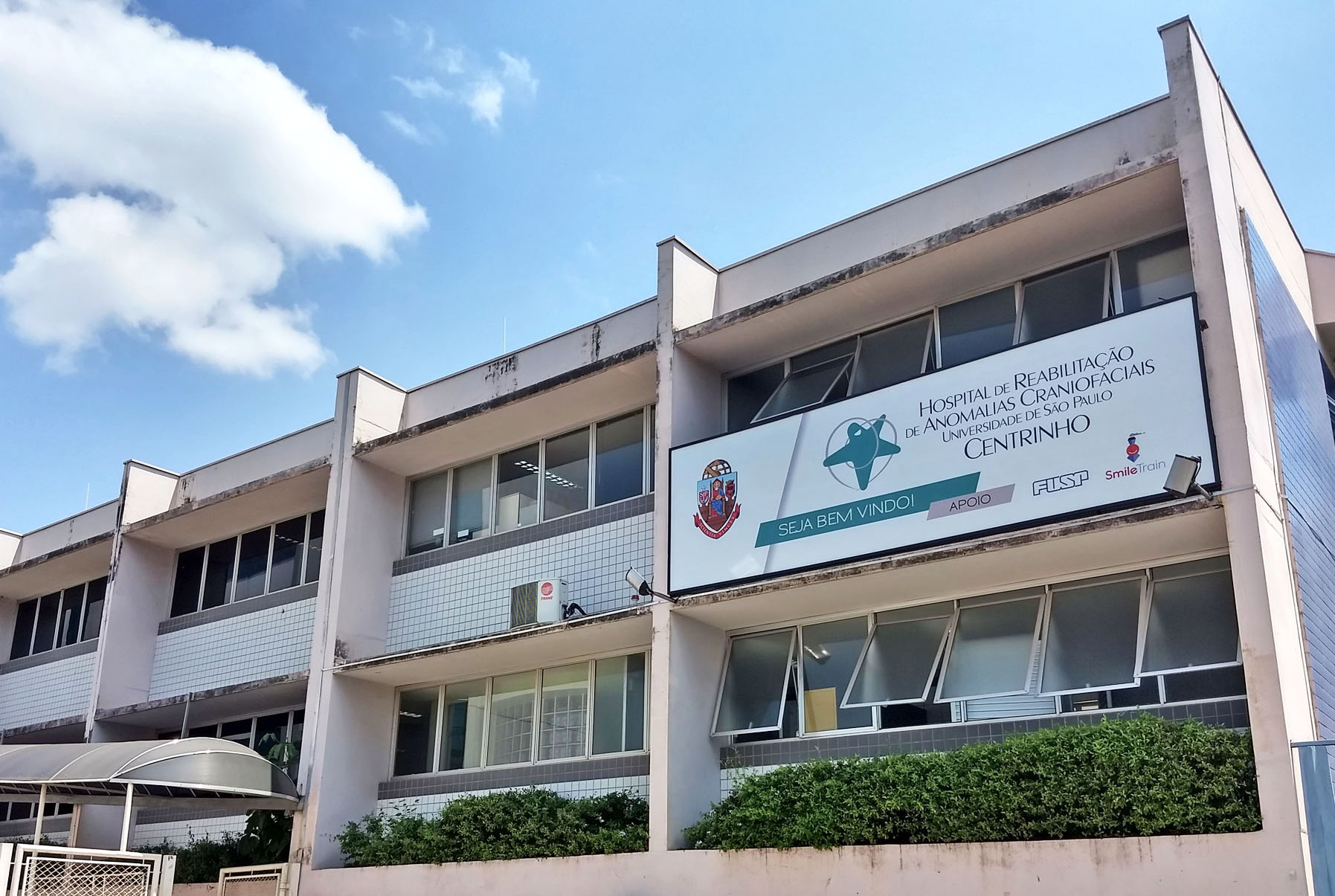
Figura 2: O Centrinho de Bauru: Detalhe para a fachada (área externa) da Unidade I do HRAC – Hospital de Reabilitação de Anomalias Craniofaciais (Centrinho) em Bauru – SP. Foto: Tiago Rodella, HRAC-USP, 2018.

O gene que quando mutado causa a síndrome foi desconhecido por muito tempo, até que em 2014, demonstrou-se que mutações de perda de função nos dois alelos do gene EIF4A3 no cromossomo 17 (Figura 6) são responsáveis pelo quadro clínico da SRCP. As malformações ósseas da síndrome são causadas por falhas no desenvolvimento embrionário dos pacientes, especificamente as células da crista neural são afetadas.

### O Centrinho de Bauru
O Centrinho de Bauru (Figura 2), assim chamado pelos pacientes da instituição, foi criado na década de 60 por pesquisadores da Faculdade de Odontologia de Bauru da Universidade de São Paulo (FOB-USP). Na época, o chamado “Centro de  Pesquisa e Reabilitação de Lesões Lábio-Palatais”, surgiu a partir de um estudo cujo resultado detectou que a cada 650 crianças nascidas, uma apresentava malformação congênita labiopalatina. 
O centro de estudos interdepartamental da USP, além de fazer pesquisas, começou a oferecer atendimento a pacientes usuários do SUS. Hoje já ultrapassou a marca de 100 mil pacientes atendidos nas áreas de fissuras labiopalatinas, anomalias craniofaciais congênitas e deficiência auditiva. 

## Clínica
O padrão de herança da doença é autossômico recessivo, o que significa que para desenvolver a doença é necessário que o indivíduo tenha mutação nos dois alelos do gene EIF4A3 (Figura 5). Nas famílias de indivíduos com SRCP, observa-se uma alta frequência de consanguinidade, isto é, casais compostos por pessoas aparentadas. 
A doença é marcada por baixa estatura, dedos encurvados ou de menor tamanho, anomalias das mãos e dos pés, disgenesias dentárias as seguintes malformações craniofaciais: sequência de Robin, microstomia e fenda mandibular (frequentemente associada à ausência de incisivos centrais inferiores) (Figura 3). Além disso, alguns dos indivíduos afetados pela síndrome apresentam dificuldades de comunicação verbal e aprendizado. A doença pode acontece em ambos os sexos, mas parece ser mais grave em indivíduos do sexo masculino.
A característica mais marcante da síndrome é a malformação da mandíbula e da laringe. Durante o desenvolvimento do embrião dos pacientes, os ossos que normalmente se fundiriam para formar a mandíbula não chegam a se unir. Essas malformações podem levar ao comprometimento das vias aéreas dos pacientes, dificultando a alimentação e a respiração.

### Diagnóstico
O diagnóstico é feito pela análise clínica, a qual requer a avaliação médica de todos os sistemas comprometidos, e confirmado com teste molecular. 

#### Análise clínica
A análise clínica é marcada pela avaliação das regiões afetadas física e mecanicamente no corpo do paciente. Além disso, testes instrumentais da dificuldade de alimentação e respiração são realizadas de forma a auxiliar o diagnóstico, uma vez que as malformações já descritas interferem nestas atividades.

#### Teste molecular
O teste molecular é feito para confirmar a presença dos alelos patogênicos nas células do paciente. O teste consiste em descobrir como é a sequência do DNA das pessoas que apresentam a doença, e comparar com a mesma sequência de DNA das pessoas que não apresentam a doença. 
O DNA é composto por uma sequência de bases nitrogenadas, representadas pelas letras A, C, T e G. As mutações são as diferenças na sequência das letras do DNA dos pacientes e das pessoas não afetadas pela doença. Além disso, as células humanas têm duas cópias de todas suas sequências do DNA. Assim, caso o resultado do teste aponte que o indivíduo possui mutações nas duas cópias do gene EIF4A3, é confirmado que ele tem a SRCP.
A análise da região 5' não traduzida (5' UnTranslated Region - 5'UTR) do gene EIF4A3 por técnicas de biologia molecular revelou que essa região era maior nos indivíduos com SRCP do que nos controles. Em indivíduos normais, a 5' UTR se caracteriza por uma série de motivos (sequência específica de bases nitrogenadas) de DNA, contendo 18 ou 20 nucleotídeos (nt), que se repetem várias vezes, particularmente o de 20 nt (em média há 7-8 motivos) (Figura 6).  

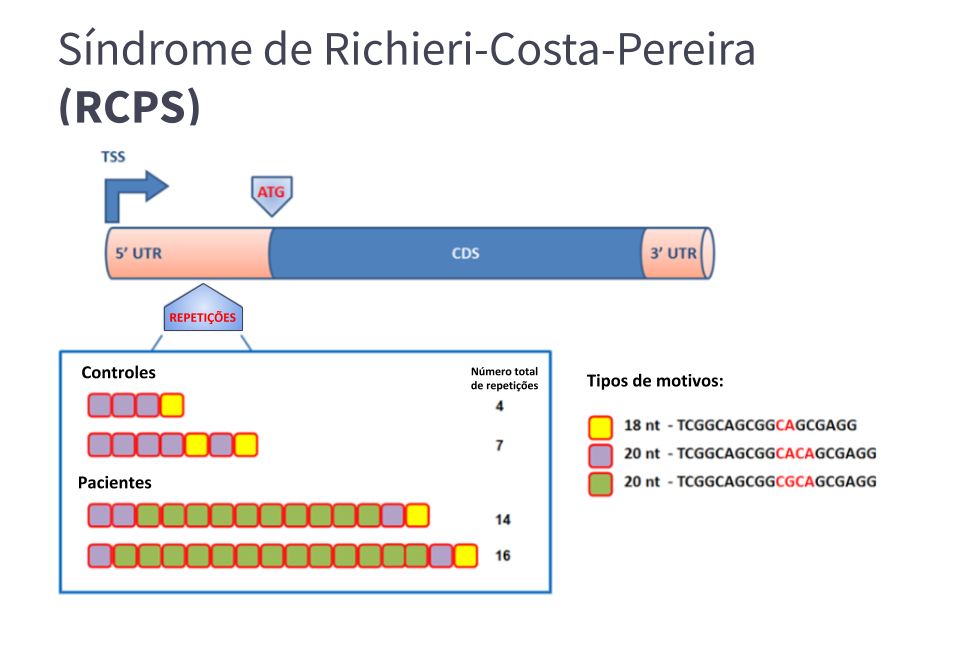
Figura 4: Esquema dos tipos de motivos encontrados na região 5´UTR do gene EIF4A3. Nos pacientes com a SRCP são observados de 14 a 16 repetições dos motivos, enquanto nos controles, a maioria dos individuos tem apenas 7 motivos. Além disso há uma pequena diferença na sequência nos motivos com 20 nucleotídeos nos afetados quando comparados com os dos controles, como indicado no motivo representado pela cor verde (afetados). Nota: TSS é correspondente ao sítio de início de transcrição. CDS é correspondente ao cDNA. ATG ao códon de iniciação.

O sequenciamento de DNA  SRCP revelou que há um maior número de motivos nos afetados. Nos pacientes de SRCP existem de 14 a 16 repetições de nt, enquanto nos indivíduos não afetados há de 7 a 8 repetições (Figura 6). Esses achados e estudos complementares funcionais comprovaram que a causa da SRCP é decorrente do maior número de motivos na 5'UTR do gene EIF4A3 quando presente nos dois alelos, o que leva a uma redução na expressão desse gene. 
Exceto por uma família, que tem um alelo com 14 repetições (de combinações das letras A, T, C e G) e uma menor mutação no outro alelo, todos os outros indivíduos descritos até o momento são causados por aumento do número de repetições de motivos de 20 nt na 5' UTR de EIF4A3. Assim, o teste molecular se baseia no tamanho da expansão observada na região 5' UTR do gene EIF4A3 dos indivíduos afetados. 

### Expressividade variável
Os estudos de correlação entre o genótipo e fenótipo, confirmaram que a expressividade da síndrome é variável, mesmo entre os indivíduos afetados das famílias, e sugerem que quanto maior o número de repetições na 5' UTR do gene EIF4A3 há maior chance do quadro clínico ser mais grave.

### Prevalência da doença na população
A SRCP é uma doença rara. Estima-se que sua prevalência seja menor do que 1 : 1 000 000. Isso significa que na população onde ocorrem os casos da doença, a chance de um indivíduo ser afetado é menor do que uma em um milhão.

### Risco de recorrência familiar
O risco de recorrência familiar informa as chances de se ter um novo indivíduo afetado numa família em que há registro de casos da doença. Dado o padrão de herança autossômico recessivo da doença, a chance de recorrência entre irmãos e primos é de 36% e em casos de pais consanguíneos essa chance é de 44%. Isso significa que se um casal tem um filho afetado, a chance do segundo filho também ter a doença é de 36% se os pais não forem aparentados. Caso os pais sejam aparentados, a chance de se ter um segundo filho afetado é de 44%.

## Aconselhamento Genético

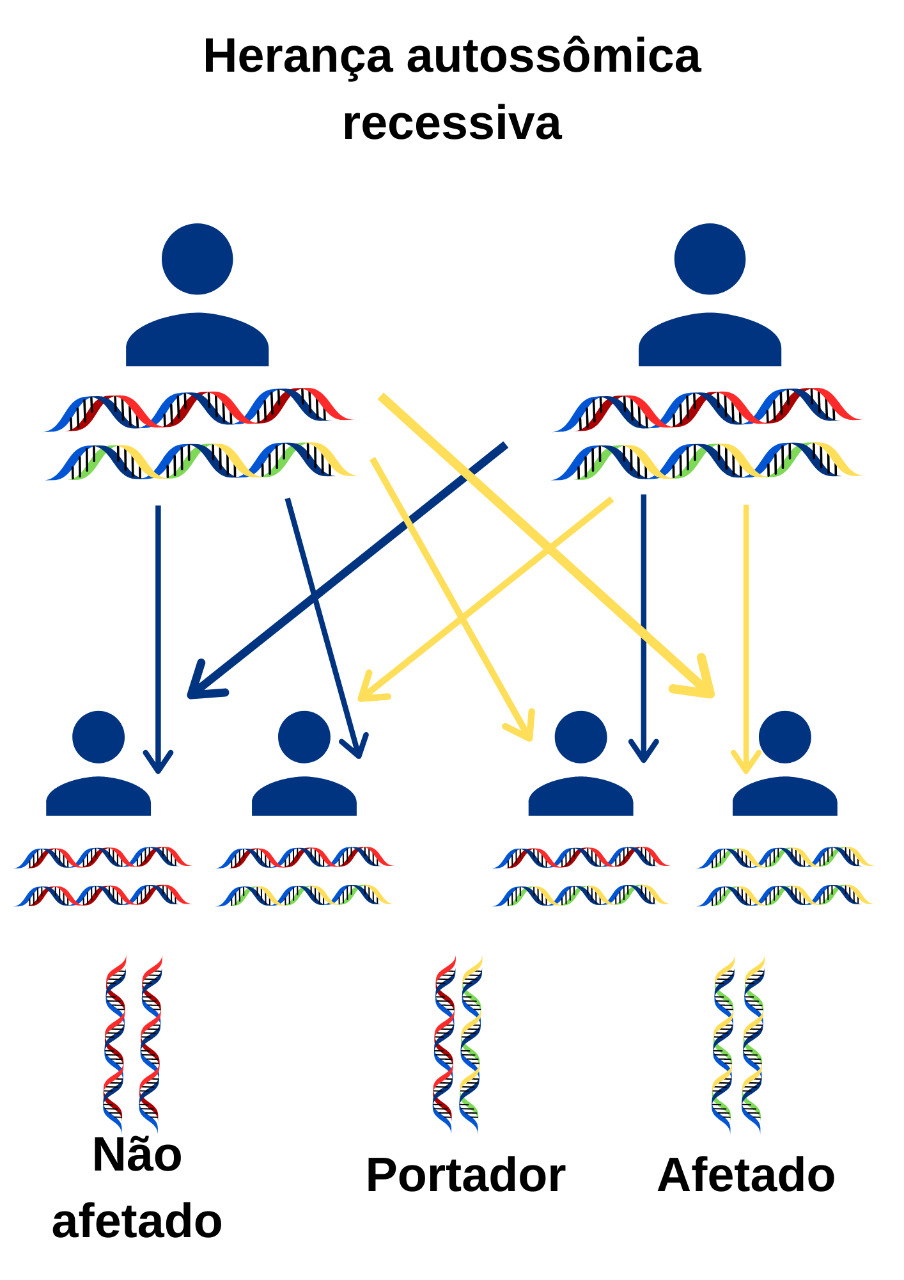
Figura 5: Esquema de herança autossômica recessiva para a SCRP.

O aconselhamento genético é um processo de troca de informações entre geneticistas, pacientes e seus familiares. O objetivo desse processo é ajudar as pessoas a entender a contribuição genética na causa de doenças e a se adaptar aos desdobramentos médicos, psicológicos e familiares desse cenário. O objetivo é criar um diálogo sobre o risco de repetição da doença genética na família e o que pode ser feito para minimizar as consequências ou prevenir sua ocorrência. Assim, leva em consideração a probabilidade de desenvolvê-la ou de transmitir para a prole.
Para o aconselhamento genético, é necessário que se conheça o padrão de herança da doença e a diversidade do gene na população. No caso de SRCP, a herança é autossômica recessiva, isto é, o indivíduo precisa ter expansões nas duas cópias do gene EIF4A3 (Figura 5). Em geral, a doença ocorre na prole em que o pai e a mãe não têm a doença, mas são portadores de uma das cópias do gene com mutação.

## Conduta Terapêutica
Os procedimentos médicos recomendados aos pacientes da Síndrome de Richieri-Costa-Pereira variam de acordo com a gravidade do caso. Podem ser feitas cirurgias craniofaciais e/ou ortopédicas e em casos mais graves é necessário realizar traqueostomia. Em 2011 foram reportadas cirurgias de de distração mandibular e de enxerto de porção óssea da calota craniana na região mandibular para remoção da traqueostomia. Todavia esses procedimentos não apresentam resultados satisfatórios nos casos mais graves.
A Sequência de Robin compromete o funcionamento das vias aéreas. O que acontece nos pacientes é que o queixo pequeno e retraído e a língua para trás fazem com que a faringe seja obstruída, atrapalhando a respiração, e consequentemente a alimentação.
O tratamento da Sequência de Robin era feito com uma cirurgia que estendia a língua dos bebês e a prendia no lábio inferior. A língua era mantida assim até os dentes começarem a aparecer, aos 8 meses. Além disso, os médicos tentavam unir as partes móveis da fissura palatina, mas o procedimento tinha uma alta taxa de mortalidade de 30%.
Em 1996 o Centrinho passou a usar uma cânula nasofaríngea, que melhorava a respiração e possibilitava a alimentação. Esse tubo precisava ser usado durante um ou dois meses, pois uma vez que o indivíduo conseguia se alimentar adequadamente, a melhora da respiração acelerava. As novas técnicas, somadas à difusão do conhecimento sobre a SRCP contribuíram para que a síndrome não cause mais a morte de bebês.

## Mecanismo Molecular da SRCP

### EIF4A3
Estudos de ligação feitos com o DNA de pacientes de SRCP de famílias brasileiras mostraram que o gene causativo para essa síndrome está localizado na região terminal do braço longo do cromossomo 17 (17q25, leia-se cromossomo 17, na região 25.3 do braço longo). Nessa região, o gene EIF4A3 foi considerado como o melhor gene para explicar a doença, dada a sua função de regulação do metabolismo do RNA mensageiro. 

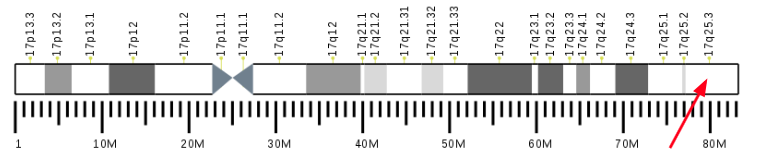
Figura 6: Representação gráfica do cromossomo 17. De acordo com a literatura, a posição afetada na Síndrome de Richieri-Costa-Pereira é a posição 17q25.3, apontada no esquema pela seta vermelha.

### Fator Eucariótico de Iniciação 4A-III (Eukaryotic Initiation Factor 4A-III)
O gene EIF4A3 codifica a proteína, a qual é um fator de iniciação, denominada Fator Eucariótico de Iniciação 4A-III (Eukaryotic Initiation Factor 4A-III), que é membro de uma família de proteínas denominadas "DEAD box". Estudos sugerem que esta família de proteínas está relacionada a uma série de processos celulares ligados ao metabolismo da molécula de RNA. De modo geral atribui-se a elas a função de helicase do RNA e aparentemente muitas dessas proteínas se mostram atuantes em processos de splicing, fundamentais para a correta produção de proteínas (principal constituinte orgânico do ser humano).

### Migração das células da crista neural
Um estudo em 2017 mostrou que mutações no gene EIF4A3 podem estar associadas a uma migração alterada das células da crista neural. A crista neural é um tecido embrionário transiente que contribui para a formação de diversas estruturas do corpo humano. Em indivíduos não afetados, as células da crista neural da região cranial migram até o prospectivo sistema ósseo craniofacial e o rosto se forma normalmente (Figura 7).    
O estudo de 2017 demonstrou que as células da crista neural dos pacientes de SCRP, que possuíam mutações nos dois alelos do gene EIF4A3, apresentavam deficiência na migração e portanto “preenchiam” menos os ossos craniofaciais. Uma vez que foi observada a exigência da proteína EIF4A3 nestas células e a consequência da sua perda para o desenvolvimento do organismo, foi estabelecido o mecanismo molecular da doença de perda de função, que explica parte das alterações craniofaciais.